# Acanthocardia
Genre
Acanthocardia est un genre de mollusques bivalves marins de la famille des Cardiidae, appelés bucardes.

## Liste des espèces
Selon World Register of Marine Species (1 juin 2016) :
- Acanthocardia aculeata (Linnaeus, 1758), bucarde épineuse
- Acanthocardia deshayesii (Payraudeau, 1826)
- Acanthocardia echinata (Linnaeus, 1758), bucarde rouge
- Acanthocardia paucicostata (G. B. Sowerby II, 1834), bucarde peu costulée
- Acanthocardia spinosa (Lightfoot, 1786)
- Acanthocardia tuberculata (Linnaeus, 1758), bucarde tuberculée

Selon NCBI (1 juin 2016) :
- Acanthocardia aculeata
- Acanthocardia echinata
- Acanthocardia paucicostata
- Acanthocardia tuberculata

Selon ITIS (1 juin 2016) :
- Acanthocardia aculeata (Linnaeus, 1758)
- Acanthocardia tuberculata (Linnaeus, 1758)